# Омутське
О́мутське (рос. Омутское) — село у складі Шелаболіхинського району Алтайського краю, Росія. Входить до складу Кіпрінської сільської ради.

## Населення
Населення — 457 осіб (2010; 554 у 2002).
Національний склад (станом на 2002 рік):
- росіяни — 99 %